# Carmen Linares
Carmen Linares est une chanteuse de flamenco espagnole, née le 25 février 1951 à Linares (Jaén), Andalousie. Elle est une artiste de la même génération que les artistes plus importants comme Camaron, Enrique Morente, Paco de Lucía, Tomatito, Manolo Sanlucar et José Mercé. Elle est reconnue comme une légende du flamenco et est considérée comme une référence pour les jeunes artistes comme Estrella Morente, Miguel Poveda, Rocio Marquez, Marina Heredia et Arcángel.  

## Biographie
Elle a déménagé à Madrid avec sa famille en 1968. Sa carrière professionnelle a débuté dans la compagnie de danse de Carmen Mora. Elle s'est formée comme artiste dans les années soixante-dix en apprenant d'artistes vétérans comme Pepe Matrona, Fosforito et Juan Varea dans les tablaos de Madrid de Torres Bermejas et Café de Chinitas. Elle y a également partagé la scène avec de jeunes talents comme Camarón, Enrique Morente et les frères Juan Habichuela et Pepe Habichuela. 
Son album le plus important est Antología de la mujer en el cante (Universal, 1996) avec la participation de guitaristes comme Tomatito, Vicente Amigo, Moraito, Pepe Habichuela et Rafael Riqueni. 
Elle s'est impliquée dans des projets comme El Amor Brujo de Manuel de Falla avec l'Orchestre National d'Espagne, Locura de brisa y trino de Manolo Sanlúcar, Poeta en Nueva York de Blanca Lí, Lamentaciones de Jeremías de Uri Caine et Qawwali Flamenco de Faiz Ali Faiz avec lesquels elle a joué sur des scènes comme le Lincoln Center à New York, l'Opera House de Sydney, le Théâtre national de Chaillot, la basilique Saint-Denis et l'Auditorium national de Madrid. 
Elle dirige ses propres spectacles comme Canciones Populares de Lorca, Raíces y Alas, Oasis Abierto et Remembranzas dans lesquels elle interprète des vers de poètes tels que Federico García Lorca, Juan Ramon Jimenez, Miguel Hernandez et Rafael Alberti. En 2016, deux spectacles, le premier Cu4tro avec le trio formé par Jorge Pardo, Carles Benavent et Tino Di Geraldo et Son projet Encuentro accompagné par le grand musicien Cañizares avec une version contemporaine de El Amor Brujo de Manuel de Falla qu'ils ont inauguré à Madrid cet été.
Au cours de la saison 2018-2019, elle tourne avec trois projets : un hommage au poète Miguel Hernández Verso a Verso avec lequel il a remporté le MIN Award du meilleur album de flamenco, le spectacle Tempo de Luz avec Arcángel et Marina Heredia et avec une nouvelle version de El Amor Brujo avec orchestre symphonique avec lequel elle a chanté au Carnegie Hall à New York, Sadler´s Wells à Londres, Théâtre de la Maestranza de Séville et Théâtre Grec de Barcelone.
Elle est la seule artiste féminine de flamenco à avoir remporté le Prix national de Musique décerné par le Ministère de la Culture d'Espagne

## Discographie

### Discographie officielle
| Date | Titre                                    | Label     | Casting principal, participants |
| ---- | ---------------------------------------- | --------- | --- |
| 2017 | "Verso a Verso canta a Miguel Hernández" | Salobre   | Carmen Linares, Salvador Gutiérrez et Eduardo Pacheco (guitare), Pablo Suárez (piano), Josemi Garzón (contrebasse , Karo Sampela (percussion), Silvia Pérez Cruz (chanteuse), Arcángel (chant), Lucía Espín (chœurs), Camerata Flamenco Project, (flûte et cello). Paroles: Miguel Hernández |
| 2011 | "Remembranzas"                           | Salobre   | Carmen Linares, Miguel Poveda (chant) , Juan Carlos Romero, Salvador Gutiérrez, Paco Cortés, Miguel Ángel Cortés, Eduardo Pacheco et Paco Cruzado (guitares), Pablo Suárez (piano), Jose Luis Ortiz Nuevo (acteur), Javier Baron (dans), Julio Blasco (contrabasse), Pedro Esparza (flûte), Rafael Villanueva (violin), Ana María González, Javier González, Rosario Amador (chœurs). Paroles: Populares, Federico Garcia Lorca, Miguel Hernández, Juan Ramón Jiménez |
| 2008 | "Raíces y Alas"                          | Salobre   | Carmen Linares, Juan Carlos Romero et Paco Cruzado (guitare), Tino Digeraldo et Antonio Coronel (percussion) Jesus Cayuela (adaptation musicale). Paroles: Juan Ramón Jiménez |
| 2002 | "Un ramito de locura"                    | Universal | Carmen Linares avec Gerardo Núñez et Jose Manuel León (guitare), Pablo Martín Caminero (contrabasse), Cepillo (percussion). Paroles: Populares, Jose Angel Valente |
| 1999 | "Locura de Brisa y Trino"                | Universal | Manolo Sanlucar et Isidro Muñoz (guitares), Carmen Linares, Tino Di Geraldo et Cepillo (percussion). Paroles: Federico García Lorca (collaboration discográphique) |
| 1996 | "Antología de la mujer en el cante"      | Universal | Carmen Linares avec Tomatito, Vicente Amigo, Moraito, Pepe Habichuela, Juan Habichuela, Rafael Riqueni, Enrique de Melchor, Paco Cepero, José Antonio Rodríguez, Manolo Franco, Paco Cortés, Miguel Angel Cortés et Perico del Lunar (guitares), Manolo Soler, Javier Baron et Antonio Carmona (percussion) |
| 1993 | "Canciones Populares Antiguas de Lorca"  | Auvidis   | Carmen Linares avec Paco Cortés et Miguel Ángel Cortés (guitares), Javier Colina (contrabasse), José Antonio Galicia (percussion), Juan Parrilla (violin), Bernardo Parrilla (flûte), Estrella Morente et Solea Morente(chœurs). Paroles: Federico Garcia Lorca |
| 1994 | "Desde el Alma"                          | Network   | Carmen Linares avec Paco Cortés et Miguel Ángel Cortés (guitares), Jesús Heredia (percussion) |
| 1991 | "La Luna en el río"                      | Auvidis   | Carmen Linares avec Paco Cortés et Pedro Sierra (guitares), Carles Benavent (bass), Javier Baron (dans) |
| 1988 | "Cantaora"                               | Warner    | Carmen Linares avec Paco Cortés et Pedro Sierra (guitares) |
| 1984 | "Su cante"                               | Hispavox  | Carmen Linares avec Pepe Habichuela et Luis Habichuela (guitares), Juan Carmona Camborio (citar), Manuel Soler et Antonio Carmona (percussion), Guadiana, Amparo Habichuela (chœurs) |
| 1978 | "Carmen Linares"                         | Hispavox  | Carmen Linares avec Pepe Habichuela et Luis Habichuela (guitares) |
| 1971 | "Carmen Linares canta flamenco"          | Movieplay | Carmen Linares avec Juan Habichuela (guitar) |

## Prix
| Année | Prix |
| ----- | --- |
| 2019  | Prix Medala des Beaux-Arts décerné par la Ville de Madrid |
| 2019  | Nomination aux Cinematographie Goya Awards pour la chanson "Tarde azul de abril" de Roque Baños pour le film "L'homme qui a tué Don Quichotte" de Terry Gilliam |
| 2018  | Prix MIN du meilleur album de flamenco "Verso a Verso chante Miguel Hernández"                                                                                  |
| 2017  | Premio Leyenda del Flamenco |
| 2011  | Prix Honorifique de la Academie de Musique Espagnole |
| 2009  | Prix de la Musique Espagnole du meilleur album de flamenco "Raíces y alas"                                                                                      |
| 2006  | Prix Medala des Beaux-Arts décerné par le Ministère de la Culture d'Espagne                                                                                     |
| 2001  | Prix National de Musique décerné par le Ministère de la Culture d'Espagne                                                                                       |
| 2000  | Prix de la Musique Espagnole du meilleur album de flamenco "Raíces y alas"                                                                                      |
| 2000  | Nomination aux Grammy Latinos Awards du meilleur album de flamenco por "Ramito de Locura"                                                                       |
| 1998  | Prix Medala des Beaux-Arts décerné par le Gouvernement d'Andalousie                                                                                             |
| 1991  | Prix de la Academie Française del Disque a le meilleur album |